# 孫歌
孫歌為中国東亞政治和文化思想史學者，中國社會科學院文學所研究員、北京第二外國語學院特聘教授。畢業於吉林大學中文系，並且取得東京都立大學法學部政治學博士。為《臺灣社会研究季刊》、《Inter-Asia Cultural Studies: Movements》編委等。專研政治思想研究，為日本政治思想史方面的權威，在日本思想史上有關現代性諸問題有深刻研究，關注的視角主要集中在文學與思想在歷史語境中的交錯形態方面，深刻分析竹內好、丸山真男的思想，在日本催化了「竹內好再發現運動」。

## 外部連結
- 孫歌| Ge Sun - 交通大學社會與文化研究所（页面存档备份，存于）